# Whetu Tirikatene-Sullivan

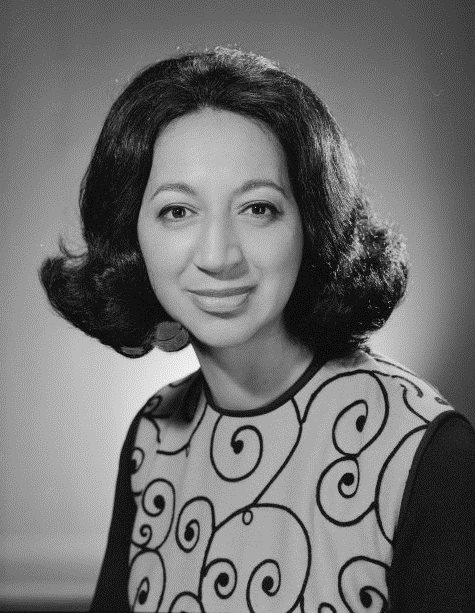
Whetu Tirikatene-Sullivan

Tini Marama „Whetu“  Tirikatene-Sullivan, ONZ (* 9. Januar 1932 in Rātana pā; † 20. Juli 2011 in Wellington) war eine neuseeländische Politikerin.

## Werdegang
Whetu Tirikatene-Sullivan wurde in Rātana pā in der Nähe von Wanganui geboren. Dort wuchs sie auch auf. Sie promovierte an der Australian National University. Sie war von 1967 bis 1996 für insgesamt zehn Amtszeiten Mitglied des neuseeländischen Repräsentantenhauses. Zum Zeitpunkt ihres Ausscheidens aus dem Parlament war sie die Abgeordnete mit der zweitlängsten Amtsdauer.
Sie war eine von 20 Mitgliedern des Order of New Zealand, des höchsten Ordens Neuseelands.